# Čert ví proč (film)
Čert ví proč je slovensko-německo-česká filmová pohádka z roku 2003 režiséra Romana Vávry. Film byl natáčen na hradech hradě Lipnice nad Sázavou, Pernštejn a Grabštejn. Film byl v kinech premiérově uveden 27. února 2003. Televizní premiéra se odehrála na stanici ČT1 24. prosince 2004, kdy byl odvysílán jako štědrovečerní pohádka České televize.

## Děj
Král Dobromil je na cestách. Správu království svěřil ministrovi, který chce ve spolupráci s Luciferem ožebračit a ovládnout království. Dření obyvatel z kůže v tomto království pomocí vzrůstajících daní dohání obyvatelstvo k exilu z království. Škrt přes rozpočet spiklencům by však mohl udělat sňatek jednorozené princezny Aničky s bohatým ženichem. Král se vrací z cest a nachází zbídačené království. Aby zachránil co se dá, rozhodne se upsat svou duši peklu. Pekelný úpis není příliš dobré řešení. Podobnou fintou se Lucifer zmocnil i vedlejšího království, odkud pochází princ Filip, který je nápadníkem princezny Aničky. Filipovi se podaří obelstít Lucifera, osvobodit obě království a pojmout Aničku za ženu.

## Obsazení
- Táňa Pauhofová – princezna Anička
- Iva Janžurová – bylinářka Apolena
- Josef Somr – král Dobromil
- Štěpán Kubišta – princ Filip, v češtině jej mluví Jan Dolanský
- Csongor Kassai – Lucifer, v češtině jej mluví Oldřich Kaiser
- Jiří Lábus – ministr
- Lubomír Kostelka – sluha
- Ivan Shvedoff – Kvido, v češtině jej mluví Tomáš Valík
- Pavel Liška – čert Urugal
- Zdeněk Suchý – čert Azarach
- Václav Koubek – Koloděj
- Eva Holubová – Matylda
- Boris Hybner – šašek
- Barbora Hrzánová – Róza